# بارونویل
بارونویل (به فرانسوی: Baronville) یک کمون در فرانسه است که در Canton of Grostenquin واقع شده‌است.

## خصوصیات
بارونویل ۶٫۱۸ کیلومترمربع مساحت و ۴۰۴ نفر جمعیت دارد و ۲۹۰ متر بالاتر از سطح دریا واقع شده‌است.